# Philipp Keinath
Philipp Keinath (* 11. April 1990 in Bad Urach) ist deutscher Handballspieler. Seine Stammposition ist Rechtsaußen.

## Karriere
Mit 3 Jahren begann Philipp Keinath beim TSV Dettingen/Erms, ab seiner C-Jugend-Zeit spielte er dann beim TV 1893 Neuhausen mit deren A-Jugend er 2009 Deutscher Meister wurde. Im Sommer 2009 wechselte er zu HBW Balingen-Weilstetten und spielte dort zunächst im Perspektivteam in der 3. Liga. Nachdem Keinath in der Saison 2010/11 in drei Spielen in der Bundesligamannschaft von Balingen-Weilstetten eingesetzt worden war, erhielt er ab der Saison 2011/12 einen Vertrag beim Bundesligateam. Seit der Saison 2012/13 spielt Keinath wieder bei seinem Heimatverein TV Neuhausen, der in der Saison 2011/12 den Aufstieg in die erste Bundesliga geschafft hat. Nach der Saison 2015/16 hat Keinath den TV Neuhausen verlassen.
Parallel zum Handballsport studiert er Rechtswissenschaften an der Eberhard-Karls-Universität in Tübingen.

## Bildergalerie

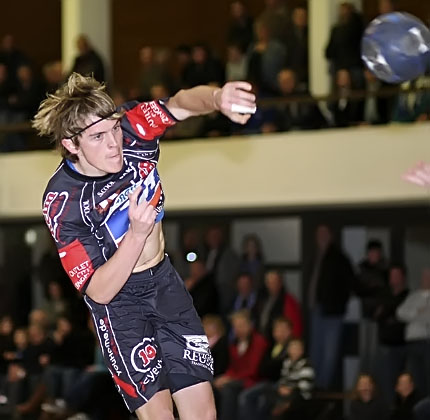
Spiel mit dem TV Neuhausen in der Saison 2008/2009
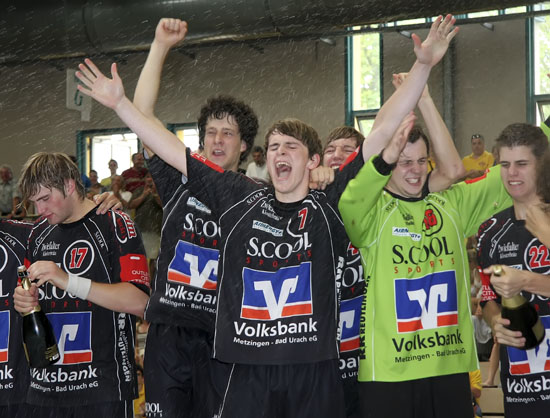
Deutscher A-Jugendmeister 2009
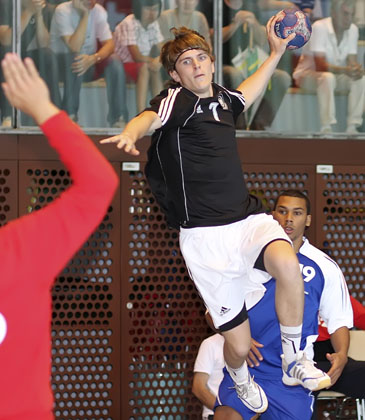
Mit dem DHB-Team bei der Jugendweltmeisterschaft 2009 in Tunesien
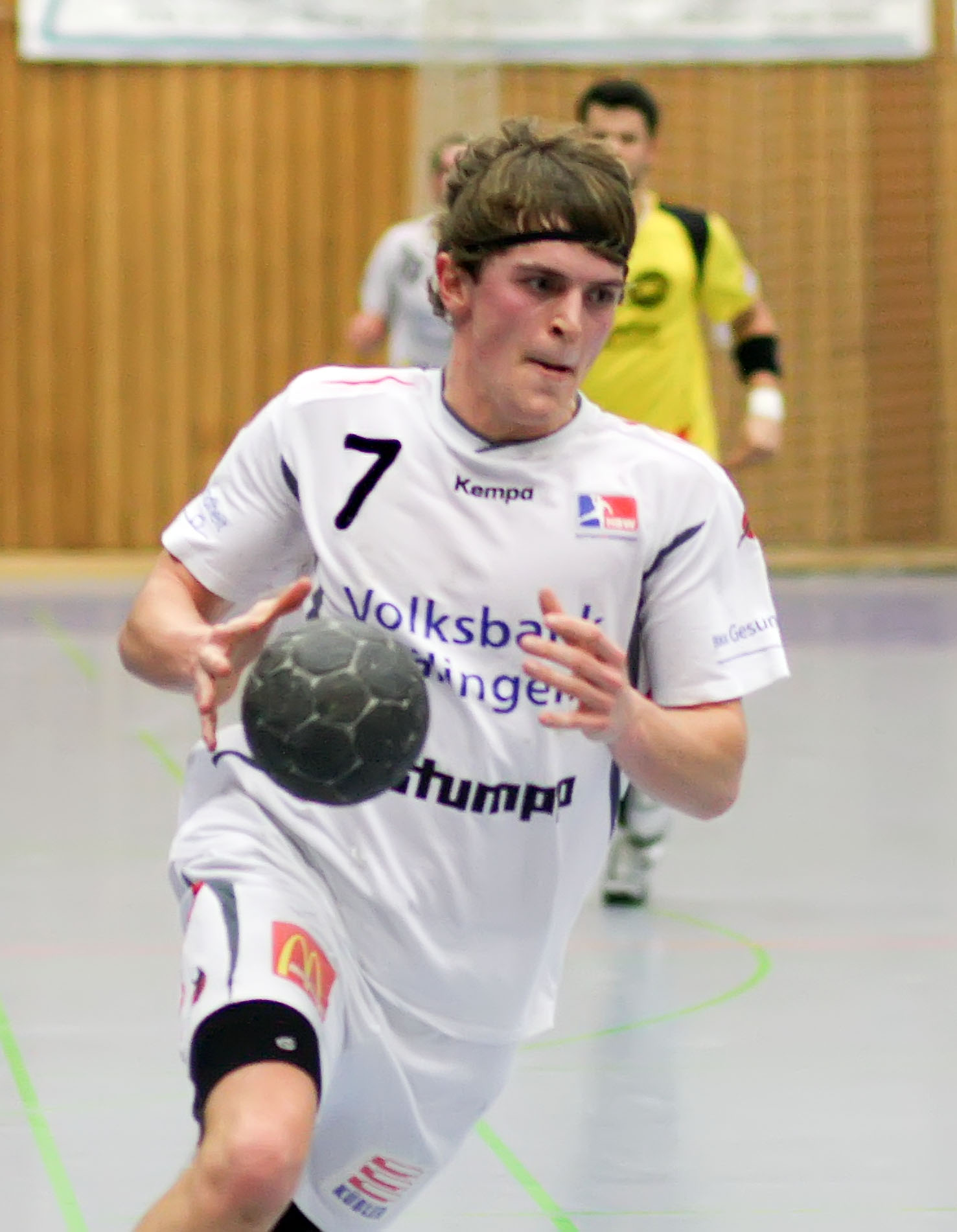
Spiel im HBW-Perspektivteam Saison 2010/2011
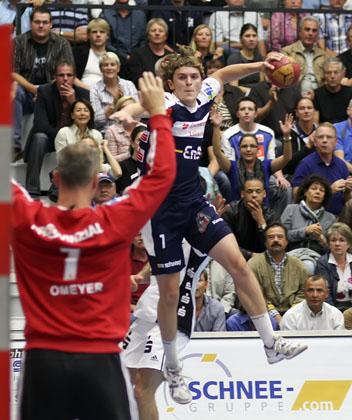
Spiel HBW vs THW Kiel Saison 2011/2012

## Größte sportliche Erfolge
- Deutscher A-Jugendmeister 2009
- Jugendnationalspieler und Teilnahme an Jugend-WM in Tunesien